# Gonocephalum assimile
Gonocephalum assimile es una especie de escarabajo del género Gonocephalum, tribu Opatrini, familia Tenebrionidae. Fue descrita científicamente por Kuster en 1848.

## Descripción
Posee un cuerpo alargado. La base del pronoto es más estrecha que la de los élitros. Alas traseras muy desarrolladas.

## Distribución
Se distribuye por Italia.